# もうひとりいる
『もうひとりいる』は、日本のホラー映画作品。2002年12月7日に公開された。

## 解説
監修は『呪怨』シリーズの監督で知られる清水崇。また柴田一成の初監督作品でもある。
ストーリーは一般的に知られる都市伝説ドッペルゲンガーを題材にしているが「もう一人の自分を見たら死ぬ」のではなく「もう一人の自分が本物を殺しに来る」など設定が異なっている。
主演陣を含め登場人物が少ないこと、また舞台が人気のない廃校のみと極めて狭い範囲であることが特徴。
キャッチコピーは、VHSが「たすけて!私が殺しにくる…」で、DVDコンプリート盤が「ドッペルゲンガーが自分を殺しにやって来る」である。
パッケージ写真の歪んだ顔は、大國千緒奈がモデルになっている。

## あらすじ
瑞貴、摩耶、有香の三人の新人アイドルは、ある日都内にある廃校でグラビア撮影を行う事になった。ヘアメイクの倉橋に励まされる中、カメラマンの山崎は黙々と三人の写真を撮っていく。その後ろでは、マネージャーの井坂が雑誌編集者・滝本の機嫌取りをしている最中だった。やがて休憩時間が終わり撮影が再開されるが、井坂が突然姿を消してしまう。偶然山崎の後ろにもう一人の井坂が立っているのを見た瑞貴は、滝本からドッペルゲンガーの噂を聞かされる。山崎達は真に受けなかったが、その話は現実のものとなり、程なく井坂は全身が捩れた死体となって発見される。山崎達は警察に通報しようとするが、突如滝本は瑞貴達や山崎達の携帯電話を取り上げて全員を教室に閉じ込めてしまう。実は滝本は密かに麻薬をやっており、山崎が警察に通報する事で自身の麻薬服用が発覚するのを恐れたのだ。瑞貴達は廃校からの脱出を図るが、やがて廃校にいる人々のドッペルゲンガーが次々に現れ、最初に倉橋が、続いて滝本がドッペルゲンガーの犠牲となってしまう…。そして、ついに瑞貴達のドッペルゲンガーまでもが出現し…。

## キャスト
- 上野瑞貴：佐久間信子
- 島崎摩耶：世那
- 北条有香：河辺千恵子
- 山崎浩平：榊英雄
- 倉橋晶子：稲田千花
- 井坂洋樹：津田寛治
- 滝本康則：諏訪太朗

## スタッフ
- 監督・脚本：柴田一成
- 監修：清水崇
- プロデューサー：山口幸彦
- ライン・プロデューサー：鈴木浩介
- 撮影：早坂伸
- 照明：原春男
- 美術：橋本優
- VFV・音楽：坂本サク
- ビジュアル・モデル：大國千緒奈
- 配給：東京テアトル、キングレコード
- 上演時間：61分[2]